# Wilde Winter Songbook
Wilde Winter Songbook è il tredicesimo album in studio (il primo natalizio) della cantante britannica Kim Wilde, pubblicato nel 2013.

## Tracce
1. Winter Wonderland (Felix Bernard/Richard B. Smith) – 2:47 – feat. Rick Astley
2. Hope (Kim Wilde/Ricky Wilde/Mark Cummins) – 3:56
3. One (Kim Wilde) – 3:30
4. Have Yourself a Merry Little Christmas (Hugh Martin/Ralph Blane) – 3:14
5. Winter Song (Sara Bareilles/Ingrid Michaelson) – 4:19
6. New Life (Kim Wilde/Ricky Wilde) – 3:47
7. White Winter Hymnal (Robin Pecknold) – 2:26 – feat. Marty Wilde & Ricky Wilde
8. Burn Gold (Silent night) (Kim Wilde/Hal Fowler/tradizionale) – 4:22 – feat. Hal Fowler
9. Song For Beryl (Kim Wilde/Ricky Wilde/Mark Cummins) – 3:15
10. Let It Snow (Sammy Cahn/Jule Styne) – 2:47
11. Hey Mr Snowman (Kim Wilde) – 2:12
12. Rockin' Around the Christmas Tree (Johnny Marks) – 2:26 – feat. Nik Kershaw